# Luddyzm łódzki
Luddyzm łódzki, także bunt tkaczy łódzkich – jeden z pierwszych buntów robotniczych na ziemiach polskich i z nielicznych o charakterze luddyzmu, do którego doszło w Łodzi w dniach 20–21 kwietnia 1861.

## Podłoże konfliktu
Podłoże konfliktu związane było z kryzysem, wywołanym przez deficyt bawełny, spowodowanym wojną secesyjną w Ameryce Północnej, z której pochodziła większość bawełny w Królestwie Kongresowym. Konflikt za oceanem spowodował pięciokrotny wzrost ceny bawełny w Europie i zarazem trudności w zaopatrzenie w surowiec. Część fabryk łódzkich, m.in. fabryka Geyera, nie pracowało, a inne zaś jak przędzalnia Grohmana pracowały częściowo. Jednym z fabrykantów, którego fabryki działały, był Karol Scheibler, który przed kryzysem zgromadził znaczne zapasy bawełny. Tkacze łódzcy upatrywali problemów z zatrudnieniem głównie w związku z mechanizacją produkcji, uznając, że kryzys, a wraz z nim, brak zatrudnienia, związany jest z zastąpieniem pracowników przez maszyny. W Łodzi w 1861 było ok. 4000 ręcznych warsztatów tkackich. W dobie kryzysu jednym z największych konkurentów stała się dla nich m.in. fabryka Scheiblera. Tkacze uznali, że zniszczenie maszyn tkackich pozwoli na przywrócenie pracy i zarobku rękodzielnikom. Dodatkowym impulsem do buntu były manifestacje o charakterze religijno-patriotycznym odbywające się w całym Królestwie Kongresowym, które poprzedzały powstanie styczniowe.

## Przebieg
Wśród głównych inicjatorów buntu, byli m.in. majstrowie tkaccy: Juliusz Heinzel, Fryderyk Eisenbraun, Ernest Kindermann, Alojzy Balie, Edward Hentschel, Seweryn Liesel. Protestujący w ciągu 2 dni zniszczyli dom dra Adolfa Wolberga, który pomagał sprowadzać maszyny tkackie łódzkim fabrykantom, a także występował w sądzie przeciwko znachorom, u których leczyli się tkacze. Ponadto zniszczono maszyny w fabrykach Abrahama Prussaka oraz Karola Scheiblera. Ofiarami protestów stali się pracownicy Adolfa Wolberga oraz robotnicy z napadniętych fabryk, którzy zostali pobici. Bunt został spacyfikowany przez sprowadzonych przez prezydenta Łodzi Franciszka Traegera żołnierzy Imperium Rosyjskiego z garnizonu w Łęczycy w liczbie 50 kozaków oraz 350 strzelców. W areszcie osadzono 41 tkaczy, 22 ostatecznie zaś osadzono w więzieniu w Łęczycy.
Tkacze planowali również zaatakować fabrykę na Mani. Ponadto planowano również strącenie carskich orłów z ratusza i zastąpienie ich polskim godłem.

## Konsekwencje
Po złagodzeniu buntu prezydent Franciszek Traeger powołał komitet składający się z fabrykantów i majstrów tkackich, w tym m.in. z Ludwika Geyera, Jana Merkensa Julusza Szefera, Julusza Wergaua, Fryderyka Künela, Leopolda Hentschela, Abrama Frydmana, Karola Michela i R. Kühnela, który miał na celu poszukiwanie pracy bezrobotnym tkaczom – w pierwszej kolejności tym, którzy posiadają rodziny i których umiejętności są przydatne. Pozostali mieli być wydalani z miasta. Ponadto w związku z buntem łódzkim podjęto decyzję o stałym funkcjonowaniu wojsk carskich w Łodzi.